# Aire d'attraction de Saint-Affrique
L'aire d'attraction de Saint-Affrique est un zonage d'étude défini par l'Insee pour caractériser l’influence de la commune de Saint-Affrique sur les communes environnantes. Publiée en octobre 2020, elle se substitue à l'aire urbaine de Saint-Affrique, qui comportait 3 communes dans le dernier zonage qui remontait à 2010.

## Définition
L’aire d’attraction d'une ville est composée d’un pôle, défini à partir de critères de population et d’emploi ainsi que d’une couronne constituée des communes dont au moins 15 % des actifs travaillent dans le pôle. Le pôle d’attraction constitue ainsi un point de convergence des déplacements domicile-travail,.

## Type et composition
L’aire d'attraction de Saint-Affrique est une aire intra-départementale qui comporte 16 communes dans l'Aveyron.
Elle est catégorisée dans les aires de moins de 50 000 habitants, une catégorie qui regroupe 16,6 % de la population d'Occitanie et 12,2 % au niveau national.

### Carte

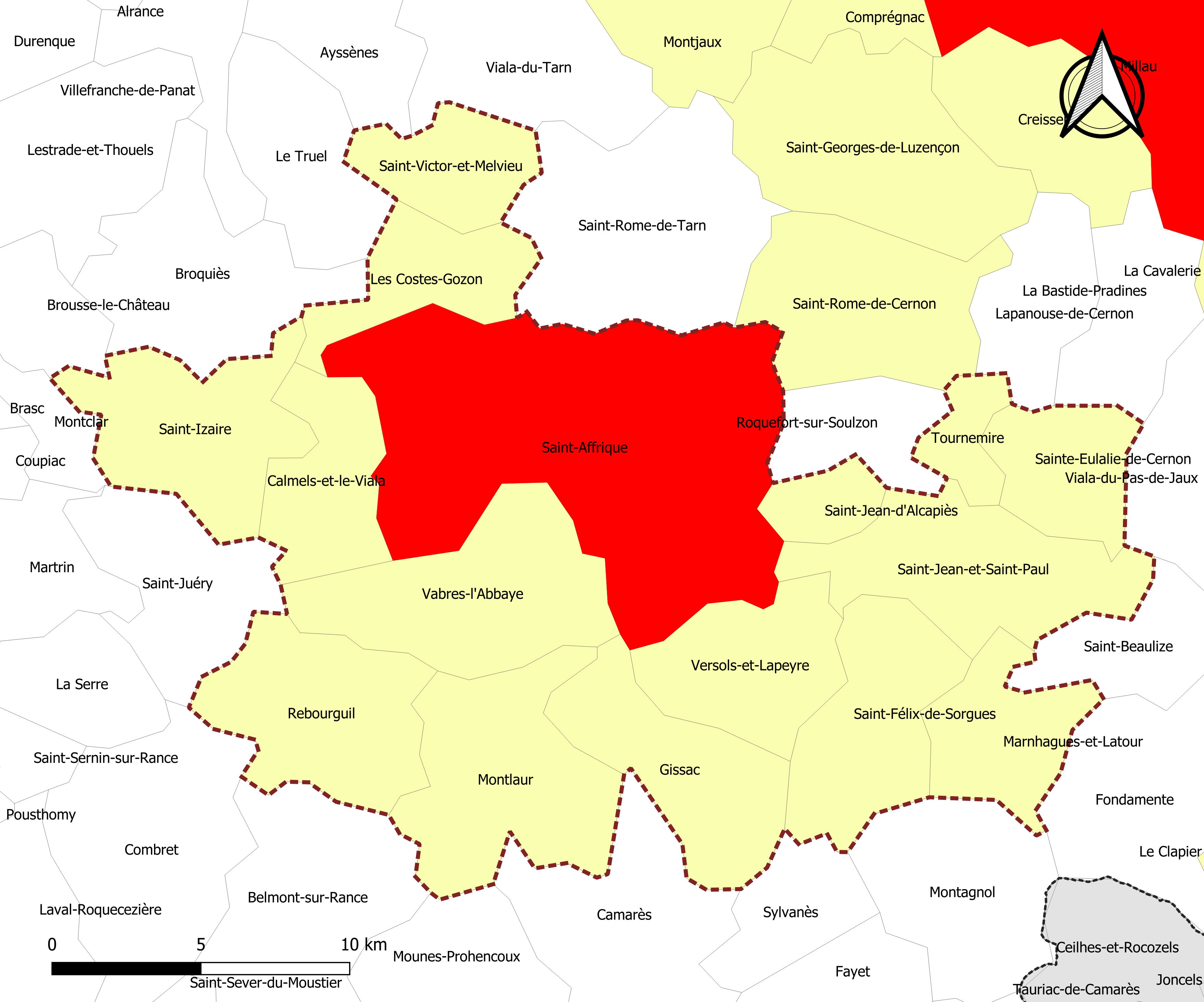
Carte de l'aire d'attraction de Saint-Affrique.
Commune-centre
Commune de la couronne

### Composition communale
| Nom                             | Code Insee | Département | Statut                 | Superficie (km2) | Population (dernière pop. légale) | Densité (hab./km2) | Modifier                                    |
| ------------------------------- | ---------- | ----------- | ---------------------- | ---------------- | --------------------------------- | ------------------ | ------------------------------------------- |
| Saint-Affrique (commune-centre) | 12208      | Aveyron     | commune-centre         | 110,96           | 7 924 (2022)                      | 71                 | modifier les données · modifier les données |
| Calmels-et-le-Viala             | 12042      | Aveyron     | commune de la couronne | 23,20            | 186 (2022)                        | 8,0                | modifier les données · modifier les données |
| Les Costes-Gozon                | 12078      | Aveyron     | commune de la couronne | 20,33            | 165 (2022)                        | 8,1                | modifier les données · modifier les données |
| Gissac                          | 12109      | Aveyron     | commune de la couronne | 31,02            | 96 (2022)                         | 3,1                | modifier les données · modifier les données |
| Marnhagues-et-Latour            | 12139      | Aveyron     | commune de la couronne | 21,92            | 144 (2022)                        | 6,6                | modifier les données · modifier les données |
| Montlaur                        | 12154      | Aveyron     | commune de la couronne | 41,57            | 660 (2022)                        | 16                 | modifier les données · modifier les données |
| Rebourguil                      | 12195      | Aveyron     | commune de la couronne | 35,31            | 287 (2022)                        | 8,1                | modifier les données · modifier les données |
| Saint-Félix-de-Sorgues          | 12222      | Aveyron     | commune de la couronne | 31,00            | 193 (2022)                        | 6,2                | modifier les données · modifier les données |
| Saint-Izaire                    | 12228      | Aveyron     | commune de la couronne | 34,48            | 318 (2022)                        | 9,2                | modifier les données · modifier les données |
| Saint-Jean-d'Alcapiès           | 12229      | Aveyron     | commune de la couronne | 8,62             | 223 (2022)                        | 26                 | modifier les données · modifier les données |
| Saint-Jean-et-Saint-Paul        | 12232      | Aveyron     | commune de la couronne | 37,91            | 284 (2022)                        | 7,5                | modifier les données · modifier les données |
| Saint-Victor-et-Melvieu         | 12251      | Aveyron     | commune de la couronne | 17,91            | 313 (2022)                        | 17                 | modifier les données · modifier les données |
| Tournemire                      | 12282      | Aveyron     | commune de la couronne | 8,91             | 420 (2022)                        | 47                 | modifier les données · modifier les données |
| Vabres-l'Abbaye                 | 12286      | Aveyron     | commune de la couronne | 41,36            | 1 209 (2022)                      | 29                 | modifier les données · modifier les données |
| Versols-et-Lapeyre              | 12292      | Aveyron     | commune de la couronne | 27,95            | 419 (2022)                        | 15                 | modifier les données · modifier les données |
| Viala-du-Pas-de-Jaux            | 12295      | Aveyron     | commune de la couronne | 18,95            | 88 (2022)                         | 4,6                | modifier les données · modifier les données |